# Galinhada

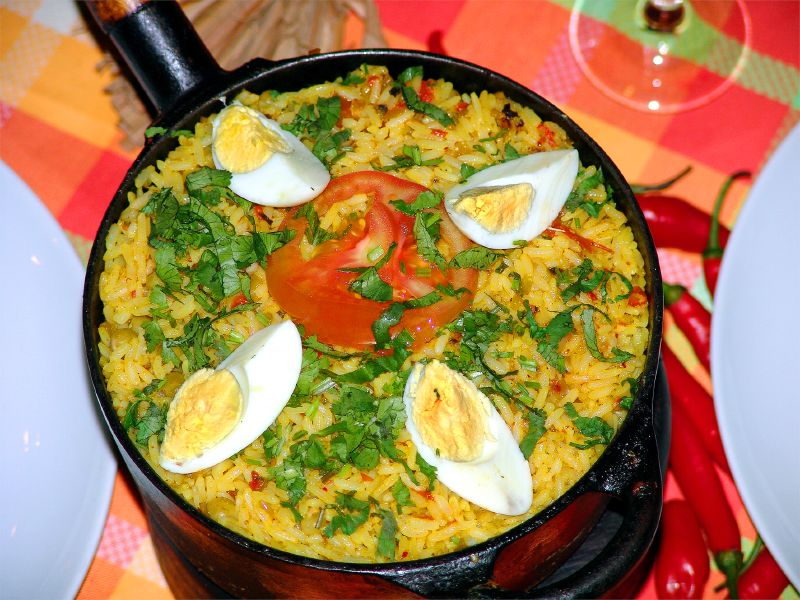
Galinhada tradicional

Galinhada é um prato típico da culinária brasileira, mais especificamente dos estados de São Paulo, Minas Gerais (Triângulo Mineiro e Alto Paranaíba), Paraná e Goiás. De origem bandeirante, consiste em arroz cozido e frango em pedaços cozido. O tempero é composto de açafrão (que dá a cor amarelada típica ao arroz), vinagrete (opcional e à parte) e tutu de feijão. A galinhada tipicamente goiana leva guariroba (um tipo de palmito amargo) e pequi.
A galinhada é um dos 100 melhores pratos com frango do mundo. A receita aparece na 81ª posição do ranking da TasteAtlas, elaborado com base nas avaliações dos usuários da plataforma gastronômica.